# Acacia bancroftiana
Acacia bancroftiana é uma espécie de leguminosa do gênero Acacia, pertencente à família Fabaceae.